# 259 v. Chr.
Portal Geschichte | Portal Biografien | Aktuelle Ereignisse | Jahreskalender | Tagesartikel

◄ |
4. Jahrhundert v. Chr. |
3. Jahrhundert v. Chr. |
2. Jahrhundert v. Chr. |
►

◄ | 270er v. Chr. | 260er v. Chr. | 250er v. Chr. | 240er v. Chr. |
230er v. Chr. |
►

◄◄ | ◄ | 262 v. Chr. | 261 v. Chr. | 260 v. Chr. | 259 v. Chr. |
258 v. Chr. |
257 v. Chr. |
256 v. Chr. |
► |
►►
Staatsoberhäupter

## Ereignisse
- Erster Punischer Krieg: Einer Flottenexpedition der Römer unter dem Konsul Lucius Cornelius Scipio gelingt die Einnahme Korsikas mit dem Hafen Aléria, sowie weiter Teile Sardiniens. Olbia bleibt noch in karthagischer Hand.
- Dem karthagischen Feldherr Hamilkar Barkas gelingt auf Sizilien bei Thermae nahe Himera in einem Gefecht ein Sieg über die Römer. Zudem erobert er Camarina und Enna. Drepanum (heute Trapani) an der Westspitze Siziliens baut er zur stärksten karthagischen Festung der Insel aus und siedelt die Bewohner von Eryx (heute Erice) dorthin um.

## Geboren
- Qin Shihuangdi, erster Kaiser des geeinten China († 210 v. Chr.)

## Gestorben
- Ptolemaios der Sohn, Sohn des Königs Ptolemaios II. von Ägypten, gegen den er rebellierte